# Aculina Strașnei
Aculina Strașnei Popa (n. 22 martie 1943, Orhei – d. 30 septembrie 2013, Arad) a fost o graficiană și pictoriță română.

## Biografie
Născută la 22 martie 1943 decedată în 30 septembrie 2013.
Între 1960- 1963 studiază desenul și pictura în atelierul maestrului Iulius Podlipny - Timișoara.
În anul 1966 este absolventă a Liceului de Muzică și Arte Plastice Timișoara, iar în 1971 absolventă a Facultății de Desen din Universitatea Timișoara.
În anul 1982 este licențiată a Institutului de Arte Plastice "Nicolae Grigorescu" București.
Din anul 1972 activează în mișcarea artistică arădeană, cu participări frecvente la sintezele anuale ale Filialei Uniunii Artiștilor Plastici din Arad, la importante expoziții cu caracter național și internațional. Profesor de artă, este invitată la simpozioane de artă în țară și peste hotare, obține numeroase nominalizări și este distinsă cu premii naționale și internaționale. Participă la tabere de creație, simpozioane de artă în țară și străinatate.
În 1978, împreună cu un grup de artiști din Arad, înființează "cenaclul tinerilor artiști plastici" care mai târziu se va numi "Atelier 35". Colaborează la restaurări de pictură bisericească, realizează ilustrație de carte.
Din 1980 este membră a Uniunii Artiștilor Plastici din România, iar din 1995 - membra a A.I.A.P Unesco cu sediul la Paris.
Trăiește și lucreaza în Arad - România.
Principalele expoziții personale: ● Galeria de Artă "Alfa" Arad : 1975, 1979, 1991 ● Galeria de Artă "Delta" Arad : 1993, 1998, 2000, 2003, 2005, 2008 ● Galeria Internațională "Diogenes" Atena (Grecia) 1981, 1982 ● Galeria "Little House" Atena (Grecia) 1987,1992 ● Galeria Națională "Simeza" București 1993 ● Muzeul de Artă "Desnoyer" Saint Cyprien (Franța) 1992 ● Centrul Cultural "Friedrich Schiller" București 1998 ● Galeria "Agora" Reșița 1998 ● Casa Artelor- Oroshaza (Ungaria) 2008 ● Galeria "Trackart" Plovdiv (Bulgaria) 2009
Participări importante la expoziții internaționale: ● Galeriile de Artă "Floresville" și "Lauren" Belgia 1991 ● Galeria "Sapphire" Bretagne (Franța) 2003, 2006 ● Galeria "Artea" Varna (Bulgaria) 2001 ● Expoziția itinerantă "Atelier an der Donau" Austria 2007 ● Artiști arădeni: Nantes (Franța) 1982 ● Sevilla (Spania) 2008 "Forum and Kunst"Heidelberg (Germania) – 2000
Participă la saloanele naționale de grafică - sala Dales - București ● Bienalele de Desen din Arad - toate edițiile.
Premii: ● Marele Premiu și Trofeul "Oskar Kokochka" Austria 2006 ● Titlu de Excelență Acordat de Primăria Orașului Arad pentru promovarea culturii arădene în lume 2007 ● Diploma de Excelență - Arte Vizuale 2008 ● Premiul UNIUNII ARTIȘTILOR PLASTICI pentru întreaga activitate artistică Arad 2008
Comentarii critice
..."elocvența discursului plastic, o sinteză rafinată între neobizantinism, expresionism și realism abstract. Pastelurile impresionează prin transparența dantelată a desenului, prin concentrarea aproape metafizica a metaforei și simbolurilor plastice, ca și prin echilibrul compoziției în general"
Corneliu Antim - critic de artă.
....."unele forme și motive dobândesc o funcție de simbol. Scara, aripa, crucea, conduc la ideea de înălțare, devin semnele unei umanități înnobilate de dorința de puritate. Un suflu creștin adie în această grafică"
HORIA MEDELEANU - critic de artă.

## Expoziții

### Expoziții de grup și internaționale
- 1973-2000, participă la toate expozițiile organizate de UAP Arad.
- 1974, 1977, 1981, 1994, Ungaria.
- 1975, 1976, 1977, 1989, Iugoslavia.
- 1982, Expoziția la Nantes, Franța.
- 1991, Expoziție la Galeria LAUREN, Belgia.
- 1992, Expoziție la Saint Cyprien, Franța.
- 1993, Trienala Internațională Majdanek, Polonia.
- 1994, “Saloanele Moldovei” Bacău, România.
- 1994, Salonul Anual de Artă Plastică, Sala DELTA Arad.
- 1995, Salonul de Grafică “Teatrul Național”, București-Tulcea.
- 1995, Expoziția Internațională de Miniatură, Toronto, Canada.
- 2000, Expoziție la Heidelberg, Germania.

### Expoziții personale
- 1975, Galeria de Artă ALFA Arad - critic de artă Horia Medeleanu.
- 1979, Galeria de Artă ALFA Arad - critic de artă Horia Medeleanu.
- 1981, Galeria Națională DIOGENE Athena, Grecia.
- 1982, Galeria Națională DIOGENE Athena, Grecia.
- 1988, Galeria LITTLE HOUSE Athena, Grecia.
- 1991, Galeria ALFA Arad, critic de artă Deliu Petroiu.
- 1992, Muzeul DESNOIRE Saint Cyprien, Franța.
- 1993, Galeria DELTA Arad, critic de artă Viorel Gheorghiță
- 1993, Galeria de Artă SIMEZA București, critic de artă Alexandra Titu.
- 1994, Galeria LITTLE HOUSE, DIOGENE Athena, Grecia.
- 1997, Grecia, Haidary, 2000 Grecia (etc.)
- 1998, Galeria DELTA Arad, critic de artă Viorel Gheorghiță.
- 1998, (mai) Centrul Cultural German Schiller, București, critic Corneliu Antim.
- 1999, Muzeul de Artă Reșița, Premiul Primăriei Reșița.
- 2000, Galeria DELTA Arad, istoric Mircea Barbu.

### Expoziții republicane
- 1977, Expoziția Republicană de Grafică Cluj-Napoca, România.
- 1983, Salonul Republican de Grafică, Sala DALLES București, România.
- 1985, Salonul Republican de Grafică, sala DALLES București, România.
- 1986, Expoziția Bienală de Grafică, Sala DALLES București, România.
- 1987, Salonul Republican de Grafică, Sala DALLES București, România.
- 1988, Expoziția Republicană de Grafică, Sala DALLES București, România.
- 1990, Salonul Bienal de Desen, Galeria ARTA Arad, România.

### Expoziții cu program
- 1978, Expoziția “Portretul” Galeria ALFA Arad.
- 1979, “Corpul Uman” Galeria ALFA Arad.
- 1980, Expoziția “Copacul” 1, Galeria ALFA Arad.
- 1981, “Copacul” 2, Galeria HELIOS Timișoara.
- 1986, “Estetica Urbană”, Galeria ARTA Arad.

### Tabere de creație
- Margina, Jud. Ialomița; Valea Doftanei, Ploiești; Gărâna, Reșița; Trei Ape, Reșița; Mraconia, Orșova.

## Premii
- 1977, Premiul Tineretului;
- 1978, Premiul Tineretului pentru pictură;
- 1979, Premiul Tineretului pentru Grafică; 1997, Premiul UAP Arad pentru Grafică;
- 1998, Premiul UAP Arad;
- 1999, Premiul Primăriei Reșița; 2000, Premiul UAP Arad pentru Grafică; 2006 Premiu I pt. grafică.

## Lucrări și cronică
- Lucrări în colecții de stat în România, Muzeul din Arad; Muzeul din Ploiești; în Polonia, Muzeul de Stat Majdanek; Pőchlarn, Austria. În colecții particulare: Israel, România, Grecia, SUA, Austria, Elveția, Canada, Italia, Turcia, Germania, Belgia, Franța.

|  | Aculina Strașnei Popa nu are motive de îngrijorare, ea fiind o artistă autentică, o personalitate îndeajuns de puternică. Dificilă, în schimb, mi se pare circumscrierea așa-zisei teme date, evident, din perspectiva omului care privește. Caracteristicile a ceea ce Aculina Strașnei Popa face pot fi remarcate ușor, cum au și fost, de altfel: tumult, compoziții axate pe dominante tonale (peste pictură se suprapun multe elemente grafice), intruzii, lumină intrinsecă, difuză, ce nu provoacă umbre. Mai dificil de cedelat mi se par sensurile, semnificațiile, întrucât, trebuie spus, arta aceasta e mai puțin una senzorială, una impresionistă, care bucură, cât una expresionistă care provoacă... Unele tablouri ale Aculinei Strașnei Popa pot fi raportate la compoziții semnate Wassily Kandinsky, spre exemplu, (compoziția abstractă nr. 2, 1913) par îndeajuns de asemănătoare. Și totuși, lucrările nu sunt reductibile una cu cealaltă. Compoziția lui Kandinsky, privită atent, e rezultanta unui proces de deconstrucție intenționată, în vreme ce compozițiile Aculinei Strașnei Popa, puține și acestea, par, mai degrabă, răsfrângeri caleidoscopice ale unor emoții în curs de redeșteptare. Oricum, e important să se rețină câteva lucruri. Marea majoritate a lucrărilor Aculinei Strașnei Popa nu au titlu, iar cele care au sunt numite, simplu, compoziții, portret. Figurativul, prin urmare, nu numai că nu e ocultat, nu numai că nu e respins, figurativul e tema dominantă, fie ca portret fie ca suită compozițională.(...) | — Viorel Gheorghiță |